# Метлинский, Амвросий Лукьянович
Амвросий Лукьянович Метлинский (1814—1870) — украинский поэт и профессор этнографии. Использовал псевдонимы Амвросий Мотва, А. М., Амвросий Могила.

## Биография
Родился в селе Сары Гадячского повета Полтавской губернии. Учился сначала в Гадячской уездной школе, а затем в Харьковской гимназии, которую окончил в 1830 году. В 1835 году окончил нравственных и политических наук Харьковского университета со степенью кандидата. Был помощником библиотекаря университетской библиотеки. В 1839 году защитил в Харьковском университете магистерскую диссертацию «О сущности цивилизации и значении её элементов», назначен адъюнктом на кафедре российской словесности и продолжал работать в библиотеке. 
В апреле 1850 года перешёл в университет Святого Владимира в Киеве, где защитил докторскую диссертацию «Взгляд на историческое развитие теории прозы и поэзии» и получил степень доктора филологии. В ноябре 1851 года он был утверждён ординарным профессором. В январе 1854 года он вернулся в Харьковский университет, где и работал до 1858 года. С Харьковским университетом была связана его деятельность, как собирателя украинского фольклора. Некоторое время в его квартире проживал студент ИХУ Д. Ф. Запара. Научная же деятельность Метлинского, как считается, осталась малозаметна. 
После 1858 года жил в Женеве и Симферополе. Последние годы жизни Метлинский провел в Ялте, где, тяжело больной, 17 июля 1870 года покончил жизнь самоубийством (застрелился).

## Творческий путь
В университете под влиянием группы молодёжи, разделявшей идеи украинофильства, Метлинский увлёкся народной украинской поэзией (по словам Николая Костомарова, Метлинский первоначально скептически относился к идее писать на народном языке, но впоследствии изменил своё мнение). В 1839 году под псевдонимом «Амвросий Могила» Метлинский издал сборник стихотворений «Думки, пісні та ще дещо». В 1849 году при содействии Метлинского был издан «Южный русский сборник», в который, помимо его собственных стихотворений, вошли произведения Михаила Петренко, Михаила Макаровского и других поэтов.
В течение многих лет Метлинский собирал образцы народной поэзии, в чём ему помогали Николай Белозёрский, Мария Маркович и другие деятели украинской культуры. Эта работа оказалась отражена в вышедшем в 1854 году сборнике «Народные южнорусские песни». В предисловии к сборнику он писал:

Я утѣшился и одушевился мыслью, что всякое нарѣчіе или отрасль языка русскаго, всякое слово и памятникъ слова есть необходимая часть великаго цѣлаго, законное достояніе всего русскаго народа, и что изученіе и разъясненіе ихъ есть начало его общаго самопознанія, источник его словеснаго богатства, основаніе славы и самоуваженія, несомнѣнный признакъ кровнаго единства и залогъ святой братской любви между его единовѣрными и единокровными сынами и племенами.— Народные южнорусские песни - Кіев, 1854
Тематика стихотворений самого Метлинского была тесно связана с народной поэзией и навеянными ею образами — обращения к казачеству, старине, Днепру, сюжеты жизни сироты, смерти старика и т. д. Невзирая на недостаток оригинальности, снизивший его ценность, творчество Метлинского сыграло значительную роль в пробуждении среди интеллигенции интереса к украинскому народному слову.